# Samuel Alves
Samuel Alves (nacido el 14 de junio de 1991) es un futbolista brasileño que se desempeña como defensa.
Jugó para clubes como el Guarany, Vitória de Sernache, Toledo, Goianésia, Ipatinga y SC Sagamihara.

## Trayectoria

### Clubes
| Club                | País     | Año         |
| ------------------- | -------- | ----------- |
| Guarany             | Brasil   | 2012        |
| Vitória de Sernache | Portugal | 2012 - 2013 |
| Toledo              | Brasil   | 2014        |
| Goianésia           | Brasil   | 2014 - 2015 |
| Ipatinga            | Brasil   | 2015        |
| Vitória de Sernache | Portugal | 2015 - 2016 |
| SC Sagamihara       | Japón    | 2017 -      |